# Europa (Rakete)

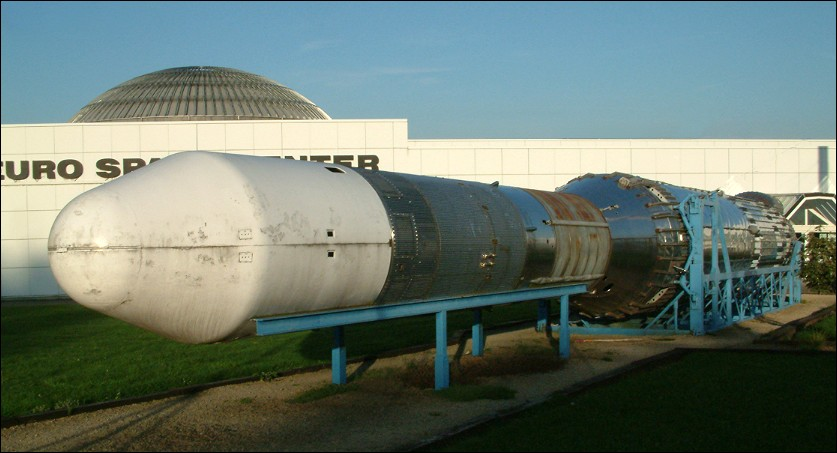
Die Rakete Europa 2; Länge 31,65 m, Durchmesser 3,69 m

Die Europa war eine Serie europäischer Trägerraketen aus den 1960er- und 1970er-Jahren, die jedoch nicht erfolgreich waren. Entwickelt wurde sie von der European Launcher Development Organisation (ELDO).

## Europa-Modelle

### Europa 1
Die Europa 1 bestand aus drei Stufen mit einer Gesamthöhe von 31,68 m. Dabei wurde jede dieser Stufen von einem der drei großen beteiligten Staaten der ELDO übernommen. So baute Großbritannien die erste Stufe Blue Streak, Frankreich die zweite Stufe Coralie und Deutschland die dritte Stufe Astris. Die Europa sollte eine Nutzlast von ca. 1200 kg auf eine niedrige Erdumlaufbahn befördern.
Zwischen Juni 1964 und November 1966 fanden in Woomera fünf Testflüge der ersten Stufe statt. Die zweite Stufe wurde unter der Bezeichnung Cora separat getestet: im November und Dezember 1966 vom französischen Centre interarmées d’essais d’engins spéciaux in Algerien und im Oktober 1967 von Biscarrosse in Südfrankreich aus. Zwei Tests mit kombinierter Erst- und Zweitstufe schlugen im August und im Dezember 1967 fehl. Mit der kompletten Rakete wurden drei Startversuche unternommen, die jedoch alle misslangen: am 29. November 1968 und am 2. Juli 1969 explodierte die dritte Stufe, und am 12. Juni 1970 wurde die Nutzlastverkleidung nicht abgetrennt, so dass die Rakete die Erdumlaufbahn nicht erreichte.

### Europa 2

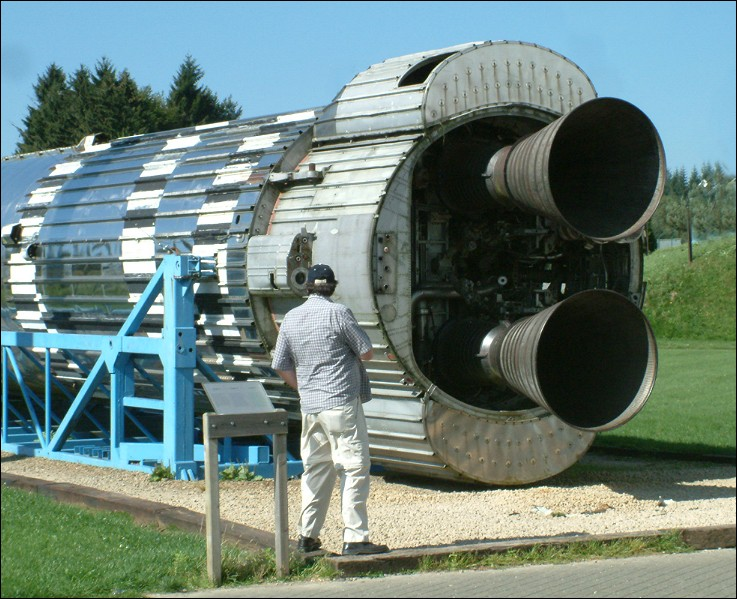
Rolls-Royce-Triebwerke RZ-12 der Unterstufe, Schub 2 × 670 kN

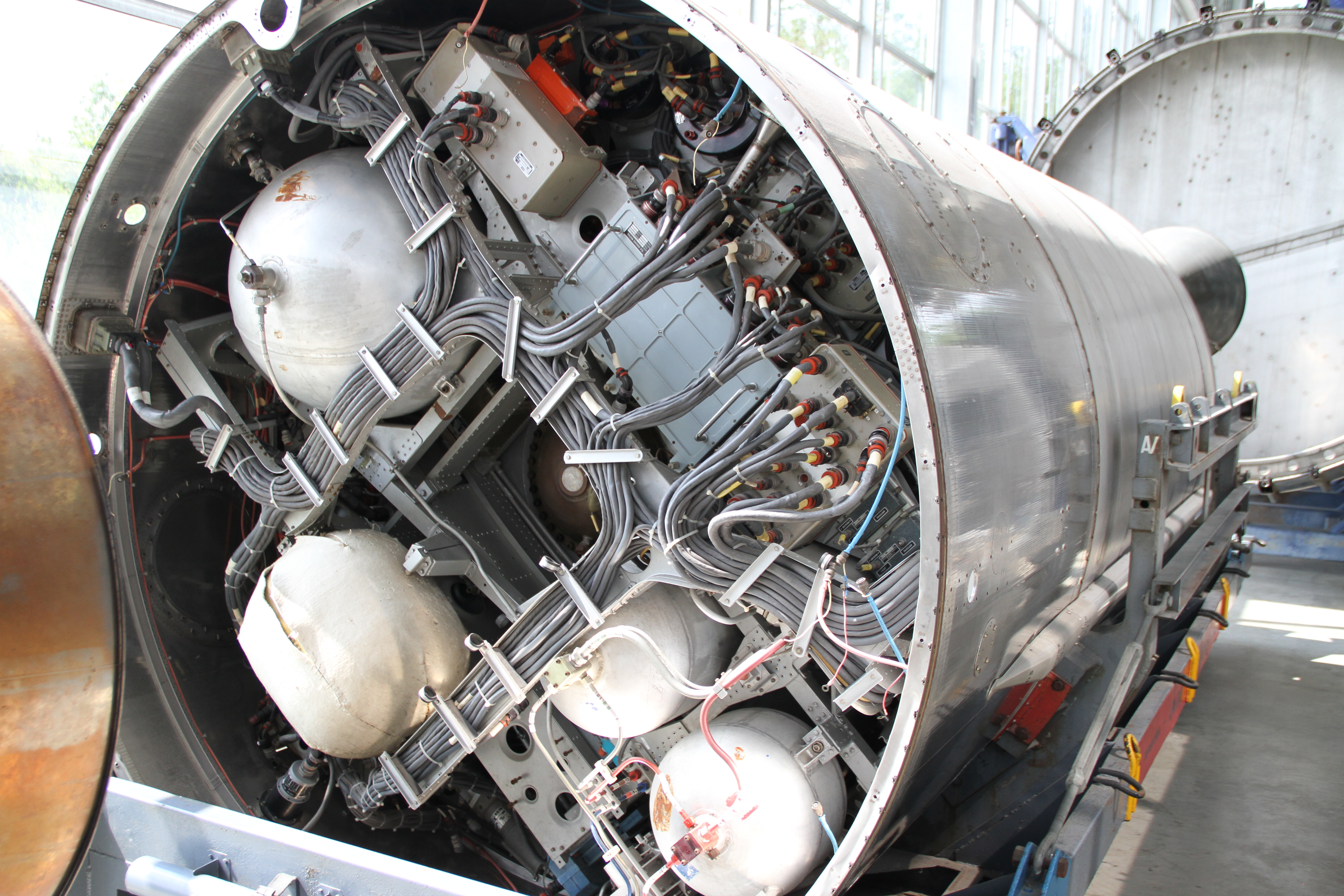
Coralie

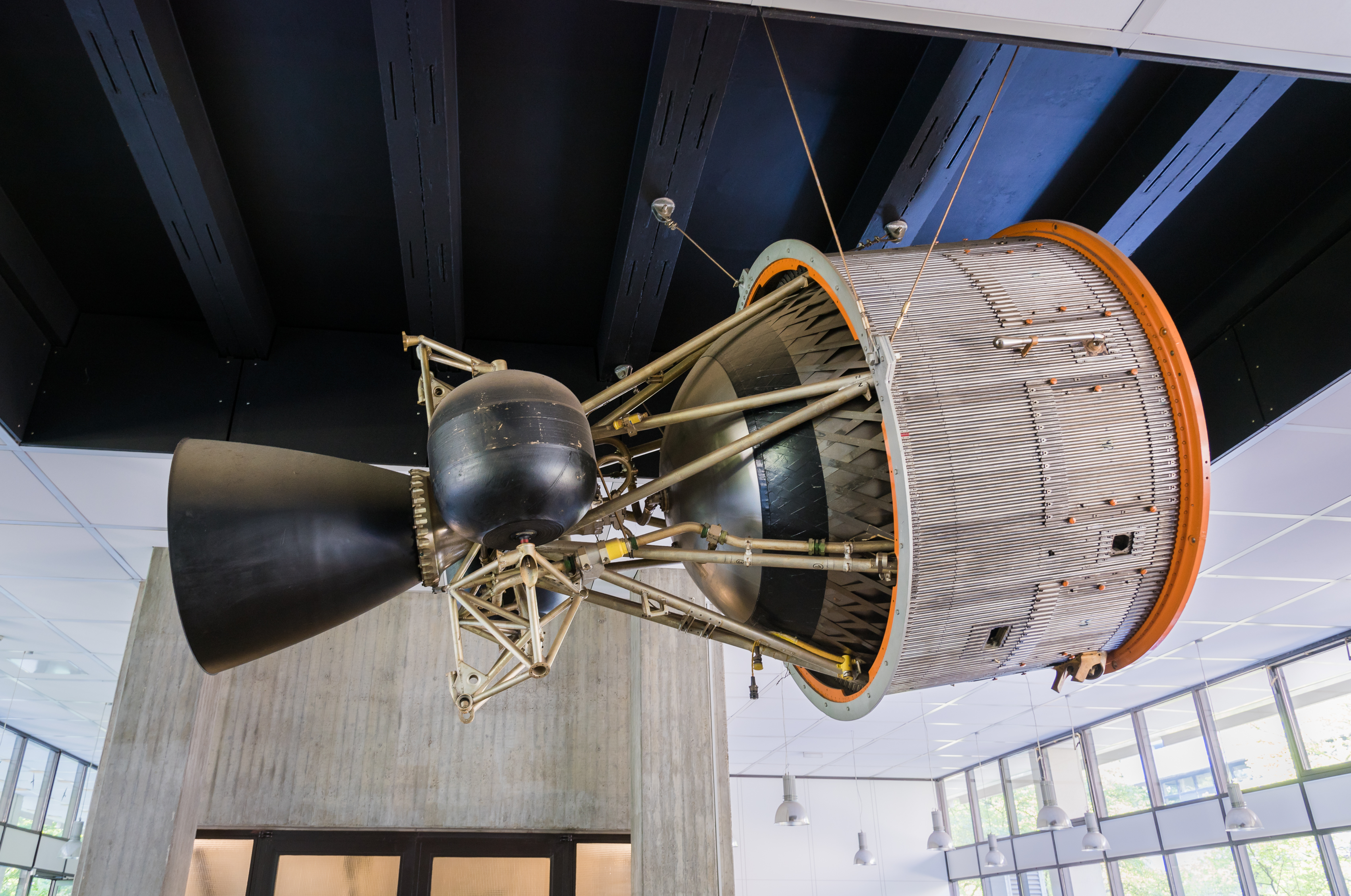
Astris

1969 stellten Frankreich und Italien ihre Zahlungen zum Programm der Rakete Europa 2 ein. Die Europa 2 entsprach weitgehend der Europa 1, besaß jedoch vier anstelle von drei Stufen. Damit sollte ein Satellit von 170 bis 230 kg auf eine geostationäre Umlaufbahn gebracht werden. Da die Rakete den Satelliten nur auf einer geostationären Übergangsbahn aussetzte, entsprach dies einer Nutzlast von 360 bis 420 kg in den GTO-Orbit. Die erste und zweite Stufe entsprachen dabei denen der Europa 1. Die dritte Stufe wurde leicht modifiziert und um eine vierte Stufe ergänzt, um den GTO-Orbit zu erreichen. Die Europa 2 startete am 5. November 1971 vom Centre Spatial Guyanais zu ihrem Erstflug, der jedoch fehlschlug. Dieser Start blieb auch der einzige einer Europa 2. Der Bericht der Untersuchungskommission zeigte gravierende Mängel im Management und der Qualitätssicherung auf, die zur Einstellung der Arbeiten an der zweiten Rakete, deren Start für 1972/1973 vorgesehen war, führten. Ein Modell der Europa 2 kam in das Deutsche Museum in München. Am 1. Mai 1973 folgten Großbritannien und die Bundesrepublik Deutschland und stellten die Zahlungen zum Programm Europa 2 ein. Die European Launcher Development Organisation (ELDO) wurde daraufhin 1973 liquidiert.

### Europa 3
Bei der Europa 3 handelte es sich um einen französischen Entwurf, der von Frankreich bereits seit 1966 entwickelt worden war. Dieser Entwurf wurde nach dem Ende der ELDO der neu gegründeten ESA unterbreitet, in der dann die ELDO aufging. Dieser Entwurf einer Europa 3 wurde die Grundlage für die spätere Ariane 1 der ESA.

### Übersicht
Die folgende Tabelle gibt die technischen Daten der drei Europa-Versionen an. Angaben zu Nutzlasten können nicht direkt miteinander verglichen werden, weil sie von Bahnparametern und Startplatz abhängen.
|                                  | Europa 1   | Europa 2  | Europa 3 |
| -------------------------------- | ---------- | --------- | -------- |
| Höhe                             | 31,8 m     | 31,7 m    | 40,0 m   |
| Max. Durchmesser                 | 3,5 m      | 3,7 m     | 3,80 m   |
| Startmasse                       | 105 t      | 112 t     | 191 t    |
| Startschub                       | 1334 kN    | 1342 kN   | 2446 kN  |
| Erststart (komplette Rakete)     | 29.11.1968 | 5.11.1971 | –        |
| Letzter Start                    | 12.6.1970  | 5.11.1971 | –        |
| Startplatz                       | Woomera    | Kourou    | –        |
| Anzahl Starts (komplette Rakete) | 3          | 1         | 0        |
| davon erfolgreich                | 0          | 0         | 0        |